# Stargate Project
Stargate Project (Proiectul Stargate) a fost numele de cod dat unuia dintre mai multele sub-proiecte realizate de Guvernul Statelor Unite pentru a investiga potențiale fenomene psihice cu posibile aplicații militare și civile, în special „vederea la distanță”: pretinsa capacitatea de a „vedea” psihic evenimente, locuri sau informații de la o distanță mare. Aceste proiecte au fost active din anii 1970 până în 1995 și au fost în continuarea primelor cercetări psihice realizate la Institutul de Cercetări Stanford, Societatea Americană de Cercetări Psihice și alte laboratoare de cercetare psihică.
Proiectul Stargate a fost încheiat în 1995 cu următoarea concluzie: 
„Observațiile precedente furnizează un argument convingător împotriva continuării programului în cadrul serviciilor de informații.  Chiar dacă un efect semnificativ statistic a fost observat în laborator, rămâne neclar dacă a fost demonstrată existența acestui fenomen paranormal, „vederea la distanță”. Studiile din laborator nu furnizează dovezi cu privire la originile sau natura acestui fenomen, presupunând că acesta există [...]”—Sumar American Institutes for Research, 29 Sept 1995